# ۱۵ صفر
۱۵ صفر، پانزدهمین روز از ماه صفر در تقویم هجری قمری است.
در تقویم هجری قمری قراردادی این روز چهل و پنجمین روز سال است.

## زادگان
- ۴۵۷ - ابوالقاسم مالینی، محدث و فقیه خراسانی.
- ۱۳۲۷ - ابراهیم العریض، شاعر و نویسندهٔ بحرینی.